# Coelichneumon rufibasalis
Coelichneumon rufibasalis är en stekelart som först beskrevs av Tohru Uchida 1927.  Coelichneumon rufibasalis ingår i släktet Coelichneumon och familjen brokparasitsteklar. Inga underarter finns listade i Catalogue of Life.